# Wetmore (Kansas)
Wetmore é uma cidade localizada no estado americano de Kansas, no Condado de Nemaha.

## Demografia
Segundo o censo americano de 2000, a sua população era de 362 habitantes.
Em 2006, foi estimada uma população de 352, um decréscimo de 10 (-2.8%).

## Geografia
De acordo com o United States Census Bureau tem uma área de
1,0 km², dos quais 1,0 km² cobertos por terra e 0,0 km² cobertos por água.

## Localidades na vizinhança
O diagrama seguinte representa as localidades num raio de 20 km ao redor de Wetmore.